# 4229 Plevitskaya
4229 Plevitskaya је астероид главног астероидног појаса чија средња удаљеност од Сунца износи 2,374 астрономских јединица (АЈ).
Апсолутна магнитуда астероида је 12,9.